# Монтанья-ін-Вальтелліна
Монтанья-ін-Вальтелліна (італ. Montagna in Valtellina) — муніципалітет в Італії, у регіоні Ломбардія,  провінція Сондріо.
Монтанья-ін-Вальтелліна розташована на відстані близько 520 км на північний захід від Рима, 100 км на північний схід від Мілана, 4 км на північний схід від Сондріо.
Населення — 3074 особи (2014).

## Демографія
Населення за роками:

Станом на 1 січня 2023 року в муніципалітеті офіційно проживало 106 іноземців з 33 країн, серед них 25 громадян країн Євросоюзу та 16 громадян України.

## Сусідні муніципалітети
- П'ятеда
- Поджриденті
- Понте-ін-Вальтелліна
- Сондріо
- Спріана
- Торре-ді-Санта-Марія
- Трезівіо